# Гжегож Сандомерски
Гжѐгож Сандомѐрски (на полски: Grzegorz Sandomierski) е полски футболист, вратар. Висок е 1.96 м и тежи 88 кг. Юноша на Ягельоня Бялисток. Играе в редица полски отбори под наем, играел е още за английския ФК Блекбърн Роувърс и за хърватския ФК Динамо (Загреб). Настоящият му отбор е ФК Краковия.

## Успехи
Завиша Бидгошч
- Суперкупа на Полша – 1 (2014)

ФК Динамо (Загреб)
- Първа хърватска футболна лига – 1 (2013/14)

Ягельоня Бялисток
- Купа на Полша – 1 (2009/10)
- Суперкупа на Полша – 1 (2010)